# Eternal Sunshine of the Spotless Mind
Pour les articles homonymes, voir Sunshine.
Pour plus de détails, voir Fiche technique et Distribution.
Eternal Sunshine of the Spotless Mind, ou Du soleil plein la tête au Québec, est un film américain réalisé par Michel Gondry, sorti en 2004. Le titre Eternal Sunshine of the Spotless Mind (litt. « L'éclat éternel de l'esprit immaculé ») est une citation extraite du poème Eloisa to Abelard d'Alexander Pope.
Le film suit Joel et Clementine, qui ont vécu une belle histoire d'amour même s'ils étaient très différents. Joel, réservé avec une vie très monotone, et Clementine fantasque, spontanée et pleine de vie, ont eu un passé commun merveilleux. Pourtant, un jour, Joel ne comprend plus rien. Alors qu'il rejoint Clementine sur son lieu de travail pour lui offrir un cadeau pour la Saint-Valentin, celle-ci semble ne plus le reconnaître et, pire, elle a un autre homme dans sa vie. Anéanti, Joel veut absolument comprendre ce qui se passe. Il découvre l'existence de la clinique Lacuna, spécialisée dans l'effacement des souvenirs. Clementine l'a fait rayer intégralement de sa mémoire. Joel contacte alors l'inventeur du procédé, le Dr Mierzwiak, afin qu'il efface également de sa mémoire tout ce qui le rattachait à Clementine. Le processus est lancé et les souvenirs commencent à défiler dans la tête de Joel, des plus récents aux plus anciens. Mais rapidement, Joel est mal à l'aise. Vivant à la fois l'expérience comme spectateur et acteur, il ressent la dangerosité de l'opération. Tout se confond étrangement : ce qu'il entend autour de lui durant le processus, ce qu'il a vécu véritablement et ce qu'il pense. Tous ces souvenirs vont être une prise de conscience pour Joel, qui ne veut plus être privé de cet amour et engage alors une résistance contre Lacuna, ne désirant plus qu'une chose : retrouver Clementine, quitte à devoir tout réinventer pour qu'ils s'aiment à nouveau. Mais toute procédure engagée doit être achevée.

## Synopsis
Un matin, Joel Barish, timide et routinier, décide, sans raison particulière, de ne pas aller au travail et de prendre le train pour Montauk. Là-bas, il rencontre Clementine Kruczynski, extravertie, excessive et délurée. Ils sont irrémédiablement attirés l'un vers l'autre et après une soirée sous les étoiles, sur un lac gelé, ils tombent amoureux. Tout à coup, on voit Joel en pleurs, dans sa voiture. Le générique du film défile sur le chagrin et la colère de Joel. On retrouve Joel chez ses amis Rob et Carrie à qui il fait part de son désarroi et surtout de son incompréhension. Alors que plus tôt dans la journée, il s'est rendu au travail de Clementine pour lui offrir un bijou de Saint-Valentin, il est resté choqué de voir qu'elle s'adressait à lui comme si elle ne le connaissait pas et qu'en plus elle avait un nouveau petit ami. C'est alors que Rob montre à Joel une étrange carte de la société Lacuna, qu'ils ont reçue, stipulant que Clementine avait fait appel à cette clinique pour éradiquer tout souvenir de lui de sa mémoire. Effondré, Joel veut comprendre. Il rencontre le Dr Howard Mierzwiak, gérant de Lacuna et décide de faire de même avec ses souvenirs de Clementine. Il est donc plongé dans une sorte de coma durant lequel les souvenirs sont effacés au fur et à mesure que Joel se les remémore, du plus récent au plus ancien. Mais le conscient et l'inconscient se mélangent, tout comme le passé et le présent. Joel entend ce qui se passe autour de lui dans la réalité, revit ses souvenirs, ressent ses pensées et, étrangement, sa conscience influe sur sa mémoire. Il se souvient que trois employés de Lacuna, Mary la secrétaire, Stan et Patrick les « effaceurs », se sont introduits à son domicile pour le brancher au processus de destruction de souvenirs.
Tandis que Mary et Stan s'amusent et flirtent ensemble, Patrick, tombé amoureux de Clementine lors de son effacement, en a profité pour usurper l'identité de Joel dans le cœur de celle-ci et part la rejoindre. Joel entend, impuissant, les trois employés autour de lui et comprend comment Patrick a pris sa place, volé tous les objets, documents, photos. Joel revit en sens inverse sa relation, en commençant par la dernière dispute qui a amené Clementine à choisir de faire effacer sa mémoire. De son côté, Clementine ressent un malaise dans sa relation avec Patrick, elle a des angoisses et comportements qu'elle ne s'explique pas, comme son besoin soudain d'aller à Boston voir le lac gelé. Quant à Joel, si au début il remontait les souvenirs les plus récents, donc les moins agréables, plus l'expérience avance, plus il revit de beaux et doux souvenirs. Il comprend alors qu'il est toujours amoureux de Clementine et veut annuler l'opération, mais personne ne l'entend. Grâce à sa volonté, il parvient à emmener le souvenir de Clementine dans sa mémoire d'enfance, là où normalement elle n'existe pas.
Stan et Mary s'aperçoivent que Joel n'est plus en phase avec le processus, ils sont contraints d'appeler le Dr Mierzwiak en urgence. Celui-ci parvient à contrecarrer les tentatives de Joel de se cacher de la carte des souvenirs de son histoire avec Clementine. Alors Clementine s'efface de tous ses souvenirs, même les faux car Joel ne parvient plus à l'emmener avec lui dans sa mémoire, à la garder. Pendant ce temps-là, Mary se pavane devant le Dr Mierzwiak et l'embrasse, ce qui interrompt le travail momentanément. La femme du docteur débarque à l'improviste et Mary découvre alors qu'elle a déjà eu une relation avec celui-ci mais qu'elle n'en a plus de souvenirs puisqu'elle lui avait demandé de les effacer. Le Dr Mierzwiak retourne poursuivre le processus de Joel qui, de son côté, revit les derniers souvenirs qui lui restent. Avant de disparaître de ses souvenirs, Clementine lui dit : « Souviens-toi de moi, fais de ton mieux ». Mary, quant à elle, retourne à la clinique et retrouve son dossier et les cassettes consignées de son propre processus d'amnésie sélective. Pendant ce temps-là, Joel revit, impuissant, le souvenir de sa rencontre avec Clementine et la fin de ses souvenirs. La séquence pré-générique ne se situait en fait pas avant mais après l'effacement de la mémoire de Joel. Mais grâce à son imagination, il parvient à inventer une fin à ce souvenir, des adieux, et Clementine lui glisse à l'oreille : « Rendez-vous à Montauk ». L'équipe de Lacuna libère l'appartement de Joel, qui se réveille là où le film a commencé.
Mary a quitté la clinique en ayant volé les archives de Lacuna. Joel vient de vivre ce qui était présenté au tout début du film puisqu'on le retrouve sur le trajet de retour avec Clementine dans sa voiture. Celle-ci, montée chez elle récupérer une brosse à dents, écoute sur son répondeur un message de Patrick et trouve dans sa boîte aux lettres une lettre de Mary, accompagnée de son dossier et de la cassette enregistrée lors de son processus. Joel et Clementine commencent à l'écouter sur l'auto-radio mais, ne supportant pas ce qu'il entend, il la fait descendre de voiture. Blessée, Clementine le rejoint chez lui un peu plus tard, après s'être débarrassée de Patrick, et lorsqu'elle arrive à son appartement, c'est la cassette de Joel qui est diffusée sur la chaîne hi-fi. Désorientés, blessés, ils se quittent avant de s'avouer que même s'ils sont certains que leur relation est vouée à l'échec, il faut la recommencer, retenter leur chance.

## Fiche technique
- Titre original et francophone : Eternal Sunshine of the Spotless Mind
- Titre québécois : Du soleil plein la tête
- Réalisation : Michel Gondry
- Scénario : Charlie Kaufman, d'après une histoire de Charlie Kaufman, Michel Gondry et Pierre Bismuth
- Musique : Jon Brion, Beck
- Photographie : Ellen Kuras
- Montage : Valdís Óskarsdóttir
- Production : Anthony Bregman et Steve Golin
  - Production déléguée : Georges Bermann, David L. Bushell, Charlie Kaufman et Glenn Williamson
  - Production associée : Linda Fields et Michael Jackman
- Sociétés de production : Focus Features, Anonymous Content et This Is That Productions
- Distribution : Focus Features (États-Unis), United International Pictures (France)
- Budget : 20 000 000 de dollars[1]
- Pays de production : États-Unis
- Langue originale : anglais
- Format : couleur - 1,85:1 - 35 mm - DTS / Dolby Digital
- Genre : drame, romance, science-fiction
- Durée : 108 minutes
- Dates de sortie[2] : 
  - États-Unis : 19 mars 2004
  - France : 6 octobre 2004
- Classification  :
  - États-Unis : R (les enfants de moins de 17 ans doivent être accompagnés d'un adulte)
  - France : tous publics

## Distribution
- Jim Carrey (VF : Emmanuel Curtil ; VQ : Daniel Picard) : Joel Barish
- Kate Winslet (VF : Anneliese Fromont ; VQ : Christine Bellier) : Clementine Kruczynski
- Kirsten Dunst (VF : Chloé Berthier ; VQ : Nadia Paradis) : Mary Svevo
- Mark Ruffalo (VF : Cédric Dumond ; VQ : Louis-Philippe Dandenault) : Stan
- Elijah Wood (VF : Tony Marot ; VQ : Hugolin Chevrette) : Patrick
- Tom Wilkinson (VF : Georges Claisse ; VQ : Vincent Davy) : Dr Howard Mierzwiak
- Thomas Jay Ryan (VF : Philippe Valmont ; VQ : Sylvain Hétu) : Frank
- Jane Adams (VF : Hélène Bizot) : Carrie
- David Cross (VF : Jérôme Rebbot ; VQ : Pierre Auger) : Rob
- Ellen Pompeo : Naomi (remerciement spécial, coupée au montage)

Source et légende : version française (VF) sur Voxofilm et AlloDoublage ; version québécoise (VQ) sur Doublage Québec

## Production

### Développement
L'idée du scénario est tirée de deux livres de Boris Vian, L'Herbe rouge et L'Arrache-cœur. L’Herbe rouge narre les aventures d'un ingénieur nommé Wolf, créateur d'une machine pouvant lui faire revivre son passé et ses angoisses pour les oublier, et L'Arrache-cœur narre le parcours de Jacquemort, psychiatre qui est en fait une coquille vide et cherche à se remplir en psychanalysant les gens, en assimilant leurs pensées et dont deux des personnages se prénomment Clémentine et Joël. La maison au bord de l'océan est également une reprise de celle de L'Arrache-cœur, qui était déjà inspirée de la maison d'enfance de Boris Vian, à Landemer.
Michel Gondry et son ami Pierre Bismuth ont eu l'idée du film pendant un dîner quelques années auparavant. Pierre Bismuth avait demandé au réalisateur : « Que dirais-tu si tu recevais une carte t'annonçant que tu as été effacé de la mémoire d'une certaine personne, et que tu devrais désormais t'abstenir de tout contact avec elle ? ». Quelques années plus tard, Michel Gondry décide avec son scénariste de Human Nature, Charlie Kaufman, d'écrire un scénario d'après cette idée très originale.
L'idée d'une des nouvelles d’Encyclopædia Inutilis, d'Hervé Le Tellier (2001, Le Castor astral), où le docteur Willibald Walter, pour perdre le souvenir d'une femme, teste sur lui-même une « pilule de l'oubli », est reprise dans le scénario.
Le titre du film est tiré du poème Épître d'Héloïse à Abélard (Eloisa to Abelard) d'Alexander Pope, cité dans le film par le personnage de Mary Svevo (Kirsten Dunst) :
How happy is the blameless Vestal's lot!
The world forgetting, by the world forgot;
Eternal sunshine of the spotless mind!
Each pray'r accepted, and each wish resign'd.
Traduction littérale en français
Que le sort de l'irréprochable vestale est heureux !
Le monde oubliant, par le monde oublié ;
Éclat éternel de l'esprit immaculé !
Chaque prière exaucée, et chaque souhait décliné
Il s'agit des vers 207 à 210 du texte, le vers 209 ayant donné son nom au film. Voir l'intégralité du texte (en anglais).

### Attribution des rôles
Avant Jim Carrey, le rôle de Joel Barish était prévu pour Nicolas Cage. Jim Carrey tient ici un rôle dramatique, dans la continuité de The Truman Show, mais assez inédit dans sa carrière. À l'opposé, Kate Winslet a eu l'impression d'avoir inversé les rôles avec Jim Carrey : « en fait c'est MOI qui tiens "le-rôle-de-Jim-Carrey" tel qu'on l'entend généralement, alors que Jim joue celui qu'on m'offre le plus souvent. Il fait ici des choses qu'on ne l'avait jamais vu faire à l'écran, incarnant le plus sobre, le plus rationnel, des deux personnages, tandis que je joue la fille totalement chaotique qui grimace et gesticule. Dans ce film, chacun est utilisé à contre-emploi, ce qui est généralement une bonne chose ».

### Tournage
Le tournage a eu lieu dans l'État de New York (New York - notamment à Park Slope, Chinatown et Manhattan -, Montauk, Mount Vernon, Yonkers) ainsi qu'à Bayonne dans le New Jersey.
Le réalisateur, Michel Gondry a réalisé ce film à sa façon : pratiquement sans post-production. Pourtant le rendu plastique du film est celui d'un film entièrement post-produit.
Le réalisateur a beaucoup improvisé, notamment lorsque Joel et Clémentine regardent un défilé d'éléphants. Cette scène n'était pas prévue. Alors que l'équipe tournait, le réalisateur a appris que des éléphants défilaient dans les rues. Il dit alors à l'équipe de prendre le strict nécessaire et la scène a été tournée au milieu de la foule, à l'improviste.

### Bande originale
Albums de Jon Brion
Punch-Drunk Love
(2002) J'adore Huckabees
(2004)
La bande originale du film contient les compositions de Jon Brion ainsi que des chansons de Electric Light Orchestra, The Polyphonic Spree, The Willowz. Le chanteur Beck réalise une reprise de Everybody's Got to Learn Sometime des Korgis.
Trois chansons filmi de films de Bollywood sont également utilisées mais n'apparaissent pas sur l'album : Mera Man Tera Pyaasa de Mohammed Rafi tirée du film Gambler (1971), Tera Sang Pyaar Mein de Lata Mangeshkar et Wada Na Tod de Lata Mangeshkar tiré du film Dil Tujhko Diya.

## Accueil

### Accueil critique
Dans l'ensemble, Eternal Sunshine of the Spotless Mind a rencontré un accueil critique unanime : dans les pays anglophones, le film recueille 93 % d'avis favorables sur le site Rotten Tomatoes, sur la base de 218 commentaires collectés et une note moyenne de 8.4⁄10 et un score de 89⁄100 sur le site Metacritic, sur la base de 41 commentaires collectés.
En France, le long-métrage rencontre également un accueil favorable de la part de la critique, obtenant une note moyenne de 4.0⁄5 sur Allociné, basée sur l'interprétation de 20 critiques de presse collectées. Sophie Laroche, en 2024 sur la radio Mouv', estime que le film est devenu culte.

### Box-office
| Pays ou région | Box-office      | Date d'arrêt du box-office | Nombre de semaines |
| -------------- | --------------- | -------------------------- | ------------------ |
| États-Unis     | 34 400 301 $    | 29 juillet 2004            | 20                 |
| France         | 655 656 entrées | 6 juillet 2005             | 39                 |
| Mondial        | 74 036 715 $    | —                          | —                  |

Distribué dans une combinaison de départ de 1 353 salles pour sa sortie aux États-Unis, Eternal Sunshine of the Spotless Mind démarre à la septième place du box-office américain, pour son premier week-end d'exploitation, avec 8 175 198 $ de recettes engrangées, soit une moyenne de 6,042 $ par salles. En première semaine, le film se positionne à la sixième place du box-office avec un total de 11 294 841 $, soit une moyenne de 8,348 $ par écran. En deuxième week-end en salles, le long-métrage perd 35,7 % de ses bénéfices, malgré une augmentation de quatre salles à le diffuser, chutant à la dixième place avec 5 256 206 $, soit une moyenne de 3,873 $ par salles, portant le total des recettes à 16 551 047 $, mais parvient à se positionner en huitième place du box-office en seconde semaine, avec 7 180 322 $, soit une moyenne de 5,291 $ par salles, bien que perdant 36,4 % de ses bénéfices. Le total des recettes en semaines atteignent 18 475 163 $.

## Distinctions
Source et distinctions complètes : Internet Movie Database.

### Récompenses
- Oscar 2005 : meilleur scénario original pour Charlie Kaufman et Michel Gondry
- BAFTA Awards 2005 :
  - Meilleur montage pour Valdís Óskarsdóttir
  - Meilleur scénario original pour Charlie Kaufman et Michel Gondry

### Nominations
- Oscar 2005 : meilleure actrice pour Kate Winslet
- BAFTA Awards 2005 :
  - Meilleur film pour Steve Golin et Anthony Bregman
  - Meilleur réalisateur pour Michel Gondry
  - Meilleur acteur pour Jim Carrey
  - Meilleure actrice pour Kate Winslet
- César 2005 : meilleur film étranger
- Grand prix de l'Union de la critique de cinéma 2005